# Kotosaari (ö i Päijänne-Tavastland)
Kotosaari är en ö i Finland. Den ligger i sjön Ruuhijärvi och i kommunen Lahtis i den ekonomiska regionen  Lahtis ekonomiska region  och landskapet Päijänne-Tavastland, i den södra delen av landet, 110 km nordost om huvudstaden Helsingfors. Öns area är 5,7 hektar och dess största längd är 430 meter i nord-sydlig riktning.